# 九都镇 (布拖县)
九都镇，原为九都乡，是中华人民共和国四川省凉山彝族自治州布拖县下辖的一个乡镇级行政单位。2021年1月12日，撤销九都乡、沙洛乡、木尔乡和火烈乡，设立九都镇。以原九都乡、原沙洛乡、原木尔乡呷乌村和原火烈乡地莫村所属行政区域为九都镇的行政区域。

## 行政区划
九都镇下辖以下地区：
九都村、洛色村、安洛古村、芝洛古村、达觉村、觉莫村和奎久村。